# Naaldwijkbrug
De Naaldwijkbrug-Noord (brug 662) en Naaldwijkbrug-Zuid (brug 670) zijn twee kunstwerken in Amsterdam Nieuw-West.
De twee viaducten overspannen de Naaldwijkstraat. Zij verzorgen de verbinding tussen de Henk Sneevlietweg en de Rijksweg 10/Ringweg-West. De noordelijke brug zorgt voor toevoer naar de rijksweg, de zuidelijke brug is de afrit. De viaducten zijn alleen toegankelijk voor gemotoriseerd verkeer. Net als bij andere kruisingen tussen de Amsterdam wegen met de rijksweg, trekt de Henk Sneevlietweg over de Rijksweg. Aan de onderzijde verzorgen ze de verbinding tussen de Naaldwijkstraat en de Anthony Fokkerweg. De viaducten werden in de periode 1974-1975 aangelegd, nadat er in 1973 een aarden wal werd aangelegd tussen het Aalsmeerplein en de Naaldwijkstraat, recht voor de deuren van het Nederlands Lucht- en Ruimtevaartcentrum. Ze werden op 2 april 1975 in gebruik genomen toen het deel Rijksweg 10 tussen de Cornelis Lelylaan en de Henk Sneevlietweg in gebruik werd genomen. Het ontwerp kwam daarbij van Rijkswaterstaat, verantwoordelijk voor de rijksweg 10.
De bruggen kregen net als hun tegenvoeters aan de overzijde van de Ringweg-West, de Overschiebruggen,  hun naam op 5 februari 2019. De bruggen werden vernoemd naar de Naaldwijkstraat, die op haar beurt vernoemd is naar Naaldwijk in het Westland. 
<<< · 600 · 601 · 602 · 603 · 604 · 605 · 606 · 607 · 608 · 609 · 610 · 611 · 612 · 613 · 614 · 615 · 616 · 617 · 618 · 619 · 620 · 621 · 622 · 623 · 624 · 626 · 627 · 628 · 629 · 630 · 631 · 632 · 633 · 634 · 635 · 636 · 637 · 638 · 639 · 643 · 651 · 652 · 653 · 655 · 656 · 657 · 658 · 659 · 660 · 661 · 662 · 663 · 664 · 665 · 666 · 667 · 668 · 669 · 670 · 671 · 673 · 674 · 675 · 676 · 677 · 678 · 679 · 681 · 682 · 683 · 684 · 685 · 687 · 688 · 689 · 690 · 691 · 692 · 695 · 696 · 699 · >>>
Verdwenen brugnummers: 625 (afgebroken brug Sam van Houtenstraat), 640, 644, 645, 646, 647, 648, 650, 672 (duiker Cornelis Lelylaan, Rembrandtpark), 694, 698.
Nooit gebouwd: 649, 680 (nooit gebouwde brug Sloterplas).
Brugnummers 641, 642, 654, 686, 693, 694 en 697 zijn onbekend.